# Bel-qate-sabat
Bel-qate-sabat (akad. Bēl-qātē-ṣabat, tłum. „Belu zaopiekuj się!”, dosłownie „Belu weź w ręce!”) – wysoki dostojnik, gubernator prowincji Zamua za rządów asyryjskiego króla Szamszi-Adada V (823–811 p.n.e.); z asyryjskich list i kronik eponimów wiadomo, iż w 810 r. p.n.e. sprawował urząd limmu (eponima).